# Andrejcová
Andrejcová (1520 m) – szczyt w głównym grzbiecie Tatr Kráľovohoľskich w Niżnych Tatrach na Słowacji. Wznosi się po wschodniej stronie przełęczy Ždiarske sedlo (1473 m). Stoki północno-wschodnie opadają do doliny Ždiarskiego Potoku (Ždiarsky potok), w południowym kierunku ze szczytu opada grzbiet oddzielający doliny potoków Hučanské i Uplazový potok. 
Od Heľpianskeho vrchu (1586 m) po Ždiarske sedlo (1473 m) ciągną się dawne hale. Z wiodącego nimi szlaku turystycznego rozpościerają się rozległe widoki na okolicę, zarówno w kierunku południowym, w stronę Murańskiej Płaniny, jak i na północ, na Tatry. 
Na południowych zboczach Andrejcovej przy niebieskim szlaku z Pohoreli znajduje się domek leśny, a na trawiastym grzbiecie drewniany krzyż. 

## Turystyka
Na przełęczy na zachód od Andrejcovej, na wysokości około 1410 m n.p.m. znajduje się samoobsługowe, zrębowe schronisko Andrejcová. Obok niego i przez szczyt Andrejcová biegnie główny szlak Niżnych Tatr – Cesta hrdinov SNP. Przy schronisku Andrejcová dołącza do niego szlak z miejscowości Pohorelá.

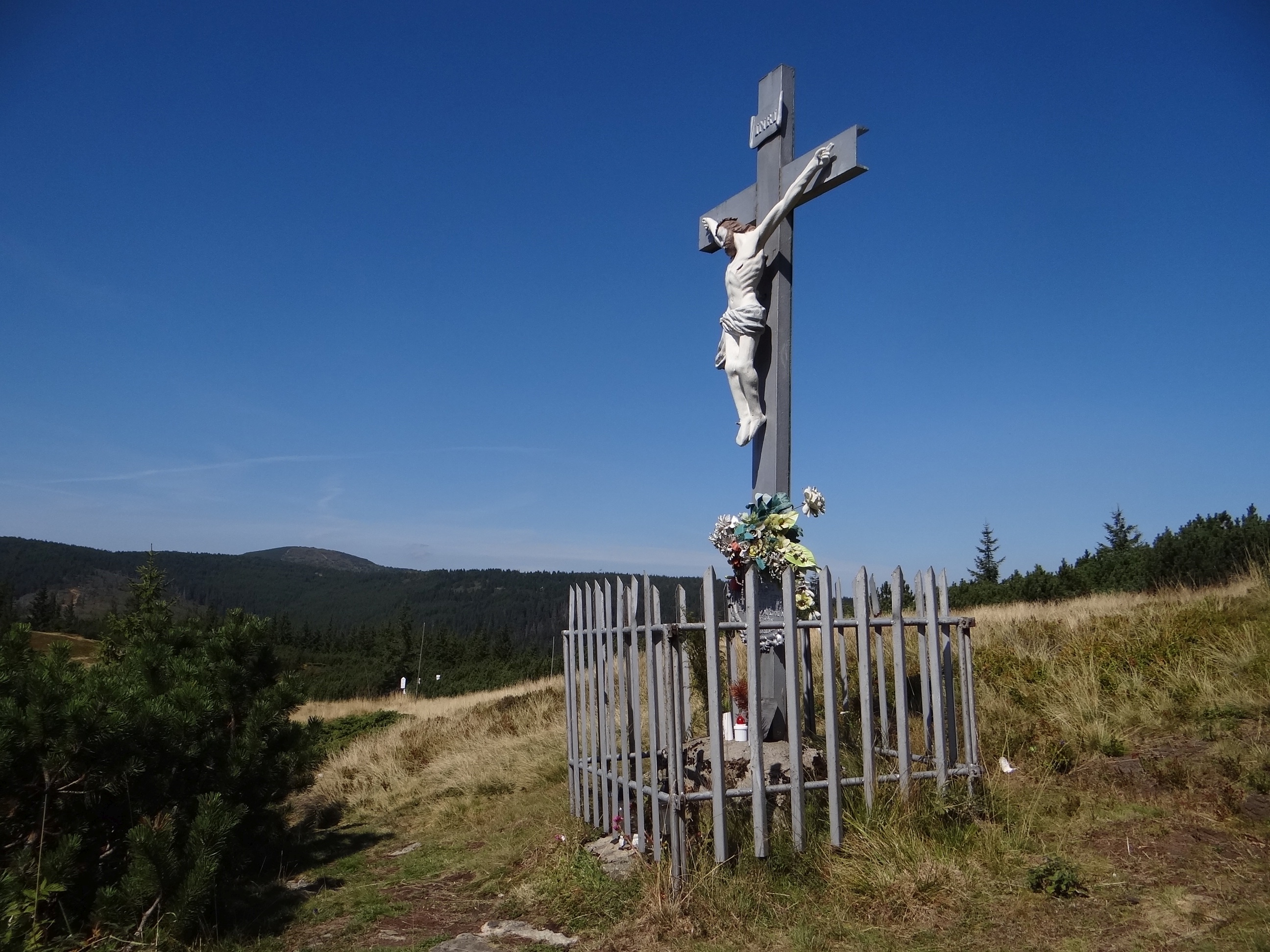
Krzyż pod szczytem
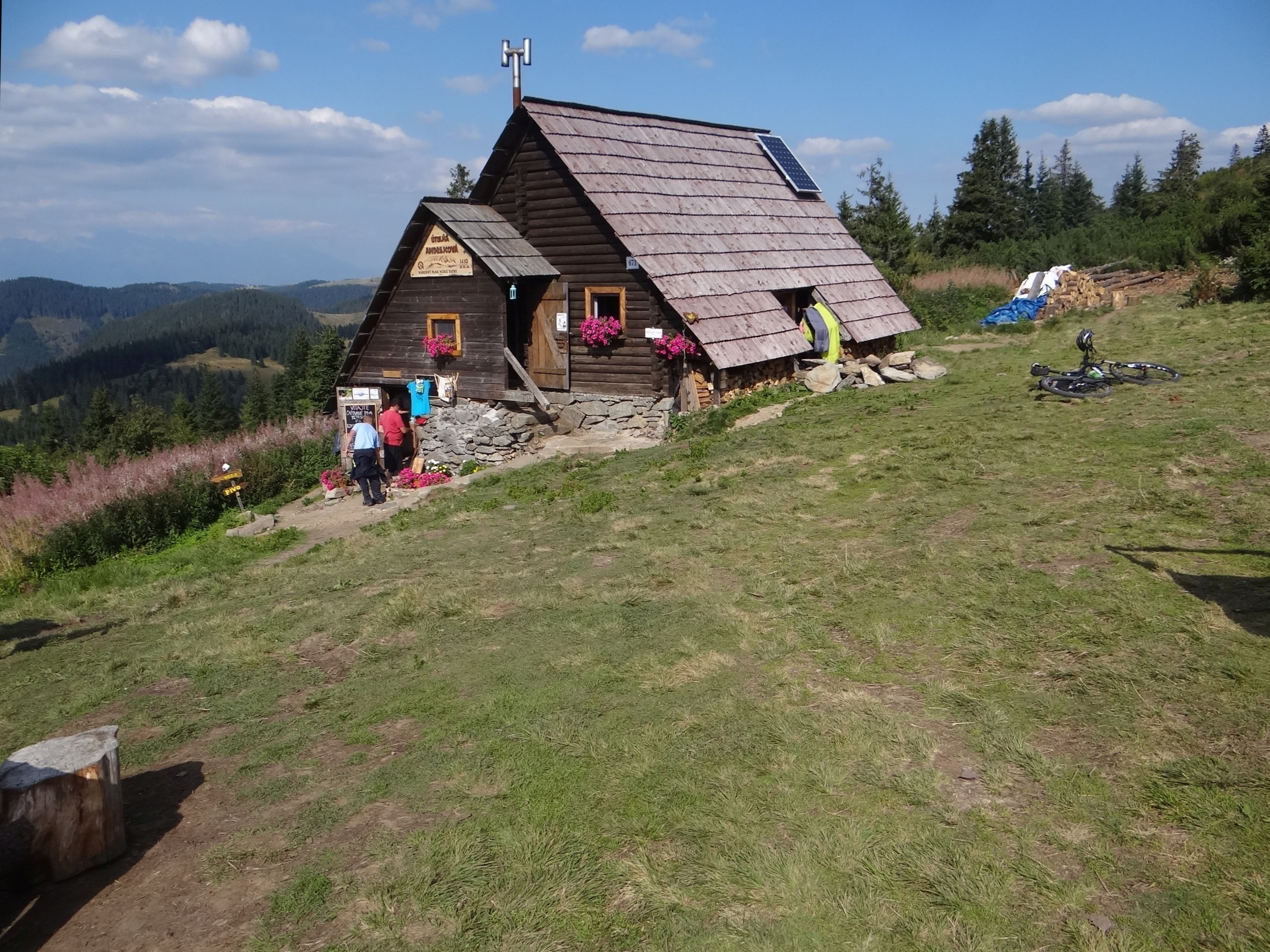
Schronisko Andrejcová
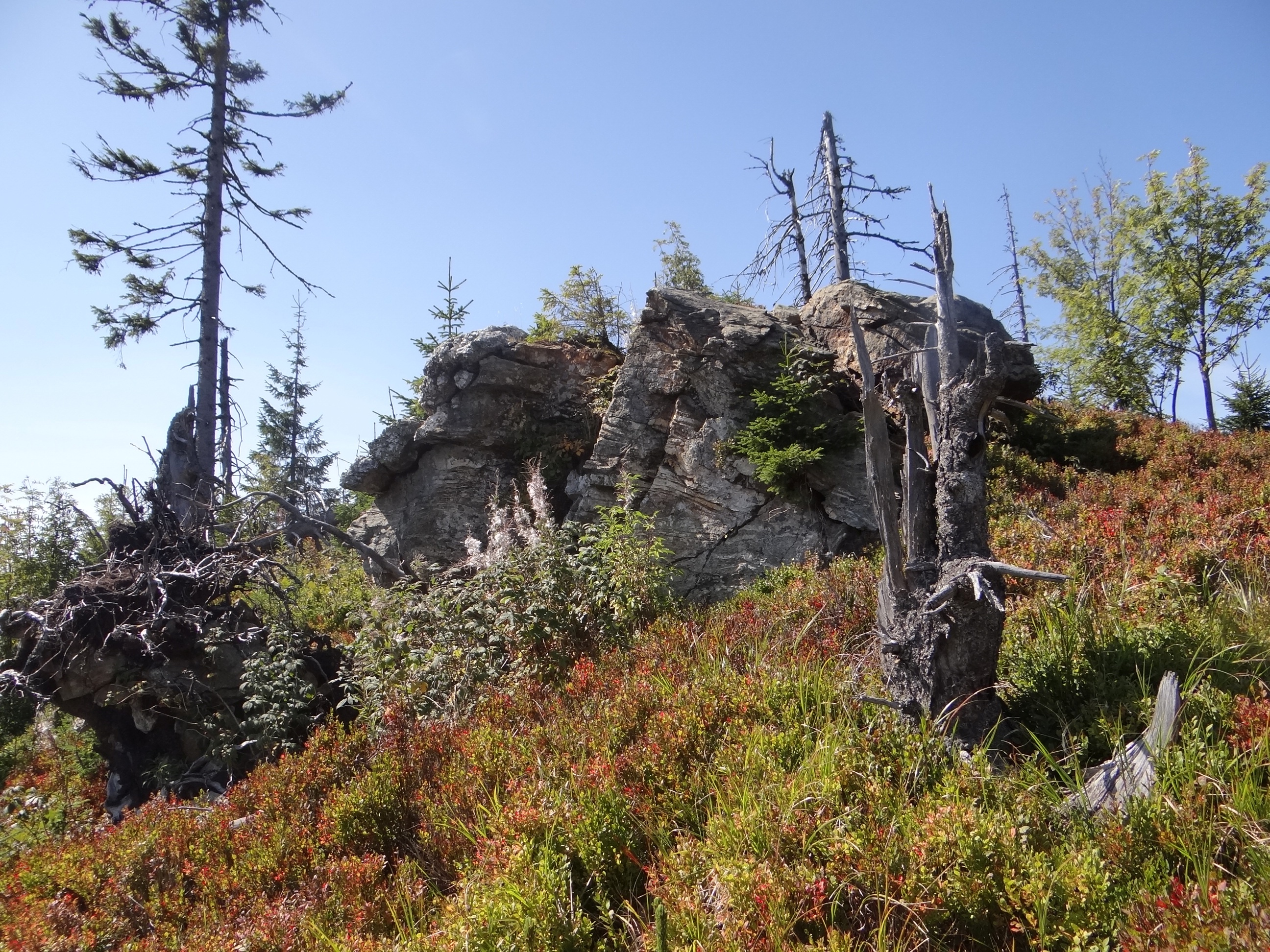
Skały powyżej schroniska

## Szlak turystyczny
odcinek: Telgárt – Kráľova hoľa – Stredná hoľa – Orlová – Bartková – Ždiarske sedlo – Andrejcová – Priehybka – Veľká Vápenica – Priehyba – Kolesárová – Oravcová (przełęcz) – Oravcová (szczyt) – Zadná hoľa – Ramža – Jánov grúň – Bacúšske sedlo – Sedlo za Lenovou – Czertowica – Kumštové sedlo – Králička – Schronisko Štefánika
  Pohorelá – schronisko Andrejcová (2 h 30' – 3 h)